# Рафаель Навас Пардо
Рафаель Навас Пардо (ісп. Rafael Navas Pardo; 2 лютого 1908 — 13 травня 1990) — колумбійський військовик і політик, член військової хунти в 1957—1958 роках.

## Біографія
Народився 1908 року в містечку Мадрид (Кундінамарка, Колумбія). Здобував освіту в коледжі Ла-Пресентасьйон та в Інституті Салле в Боготі. Потім вступив до Військового училища імені генерала Хосе Марії Кордови, 1933 року отримавши звання другого лейтенанта.
Далі Навас Пардо будував свою військову кар'єру. Зокрема займав пости голови військової адміністрації міст Барікара та Сокорро (Сантандер) і командира столичного загону поліції, керував військовими навчальними центрами тощо. Зрештою він отримав звання генерала. Також під час своєї служби Рафаель Навас Пардо завів дружні стосунки з генералом Густаво Рохасом Пінільєю.
Після встановлення диктатури Рохаса Пінільї Рафаеля Наваса Пардо було призначено на посаду головнокомандувача збройних сил. У травні 1957 року, коли диктатуру було повалено, Навас Пардо ввійшов до складу військової хунти, метою якої була передача влади демократично обраному президенту. Ним виявився Альберто Льєрас Камарґо, який здобув перемогу на виборах 1958 року. Після виходу у відставку з посади командувача збройних сил займав пост посла в Японії.
Помер 1990 року в Боготі.